# فيرنر أولريش
فيرنر أولريش (بالألمانية: Werner Ulrich)‏ هو راكب الكنو ألماني، ولد في 18 سبتمبر 1940 في كلايبيدا في ليتوانيا.

## وصلات خارجية
- فيرنر أولريش على موقع أوليمبيديا (الإنجليزية)